# Revista Telegráfica
Revista Telegráfica fue una revista científica argentina  con referato sobre Comunicaciones y Electrónica.  Fundada en 1912 es considerada entre las más antiguas en este campo  

## Resumen
La temática de la revista fue la de las  comunicaciones, originalmente telegráficas y luego de radio, para pasar posteriormente  a todas las ramas de la Electrónica incluidas las de Audio, Radio, Televisión. Es hoy valiosa para historiadores pues abarca casi 80 años del desarrollo de las comunicaciones y todo el crecimiento de la electrónica hasta 2001.
Ha sido la única revista argentina sobre Electrónica con referato entre pares, lo que le da un gran valor científico e histórico.
El sistema de referato fue adaptado al ambiente universitario de América Latina, reemplazando el clásico esquema de dos o tres revisores anónimos por un sistema basado en un comité editorial que abarca una variedad grande de especialistas cuya lista es pública. Por el comité académico desfilaron los ingenieros más brillantes de Argentina, quienes ocasionalmente también escribían para la Revista.
Los anuncios comerciales trazan el perfil histórico de Argentina particularmente desde 1950 que se registra la mayor actividad industrial en la Electrónica.

## Historia de la revista
Revista Telegráfica fue fundada en 1912 por Domingo Arbó quien manifiesta en su primer número que: «No se puede pedir el progreso de un pueblo donde la electricidad se desconozca, donde el Telégrafo y el Teléfono se ignoren. Nuestro país con la visión del porvenir cercano los ha difundido hasta en las pequeñas poblaciones y día a día el verbo de la “palabra eléctrica” avanza conquistando el desierto. … En nuestras columnas habrá sitio para honrar a los meritorios, como también para combatir la indolencia».
La labor fundacional de Domingo Arbó es seguida por Orestes Arbó, y finalizada por Ariel Arbó.

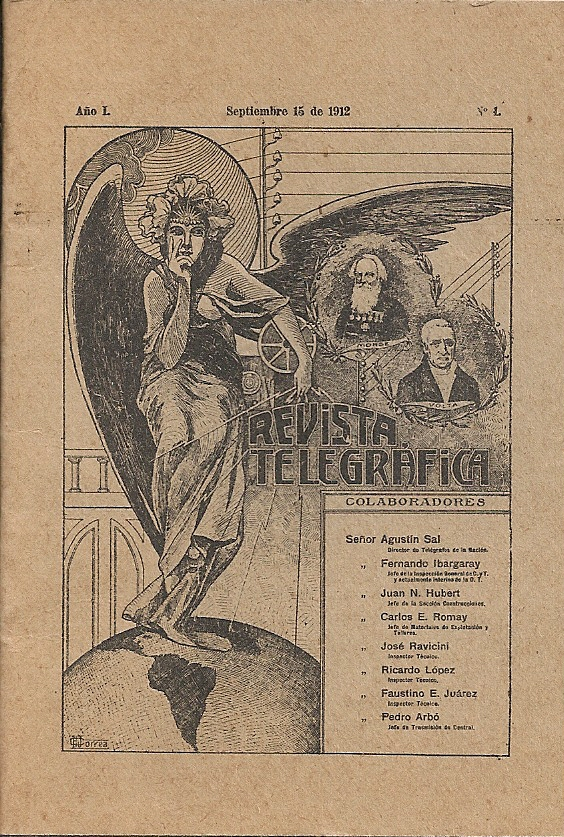
Primer ejemplar en 1912

Normalmente se publicaron entre 11 y 12 ejemplares anuales. Pero  a partir de 1991 su cantidad se reduce gradualmente y hace que se abandone la costumbre de fechar los ejemplares por mes-año. Hoy pueden consultarse  todos los ejemplares publicados durante 51 años, desde 1950  hasta su desaparición,  en la biblioteca del Centro Argentino de Ingenieros en Buenos Aires.  El ciclo de Revista Telegráfica Electrónica de Arbó Editores se cierra con el número 942 de septiembre de 1993. En ese ejemplar se anuncia el fallecimiento de Clotilde Hermida de Arbó, madre de Ariel Arbó que había quedado a cargo de las relaciones públicas.  Luego de su fallecimiento, se encarga su hijo Ariel Arbó de continuar la publicación hasta el cierre de la revista
Ariel  Arbó altera el nombre de la revista que pasa a ser desde diciembre de 1993 Nueva Telegráfica Electrónica con formato similar pero con menos ejemplares anuales, tal como puede verse en la colección.   
En la última etapa la  editorial se denomina Ariel Arbó Editor. La antigua numeración consecutiva desde 1912 se interrumpe a partir del número 942 y se comienza nuevamente desde el número 1 editándose 48 ejemplares hasta su cierre en 2001.  A partir de ese momento Ariel Arbó abandona las actividades editoriales para dedicarse a otras tareas en las que también se ha destacado
La Editorial Arbó ha sido siempre muy generosa al ser el medio de difusión de asociaciones técnicas y científicas como el Radio Club Argentino  o con AdAA la Asociación de Acústicos Argentinos
Sus publicaciones abarcan el campo de los Manuales Técnicos  y los libros de electrónica .
La Editorial Arbó ha mantenido a lo largo de los años, en paralelo con su revista, una intensa labor de traducción de libros de texto internacionales que han llegado al idioma castellano en cuidadas ediciones. Son notables ejemplos el libro de Mediciones Electrónicas de Terman-Petit que aún hoy son buscados  y la versión castellana de Ingeniería Electrónica de Terman. También publicó selecciones temáticas provenientes de artículos de su revista como: Audio Profesional-I y II de Bonello. y un  valioso catálogo de libros de  electrónica